# Fabbrica Italiana Automobili Legnano
La FIAL (acronimo di Fabbrica Italiana Automobili Legnano), all'epoca più nota come FIAL - Legnano, è stata una azienda automobilistica, motociclistica e aeronautica attiva a Legnano tra il 1906 ed il 1915.

## Storia

### Le origini
La storia della FIAL è legata a quella delle "Officine Meccaniche Ghioldi". Guglielmo Ghioldi (1875-1974), pioniere del motorismo italiano, era un meccanico e progettista autodidatta comasco formatosi come lavoratore metallurgico nella Franco Tosi, dove aveva iniziato a lavorare come garzone nel 1888. Dieci anni dopo decise di aprire una propria officina meccanica a Canegrate coadiuvato dai fratelli minori Paolo e Carlo allo scopo di costruire motori a scoppio per vari utilizzi e - in particolare - per la produzione di energia elettrica. Nel 1902 l'azienda si trasferì a Legnano, dove iniziò anche a distribuire l'energia elettrica per uso industriale.
La rapida espansione della "Ghioldi" era favorita dalle conoscenze tecniche del fondatore e, nondimeno, dal sistema di gestione delle maestranze, decisamente illuminato e quasi rivoluzionario per i tempi. Memore della sua lunga esperienza da operaio, Guglielmo Ghioldi ridusse al minimo le consuetudini reverenziali tra dirigenti e lavoratori - invitando solamente ad un "comportamento rispettoso" - e vietò l'assunzione di lavoranti analfabeti o con età inferiore a 15 anni. Inoltre, stabilì la volontarietà del lavoro straordinario con una maggiorazione del 50% sul normale salario, attirandosi dure critiche da parte della coeva classe imprenditoriale dell'Alto milanese.

### La FIAL

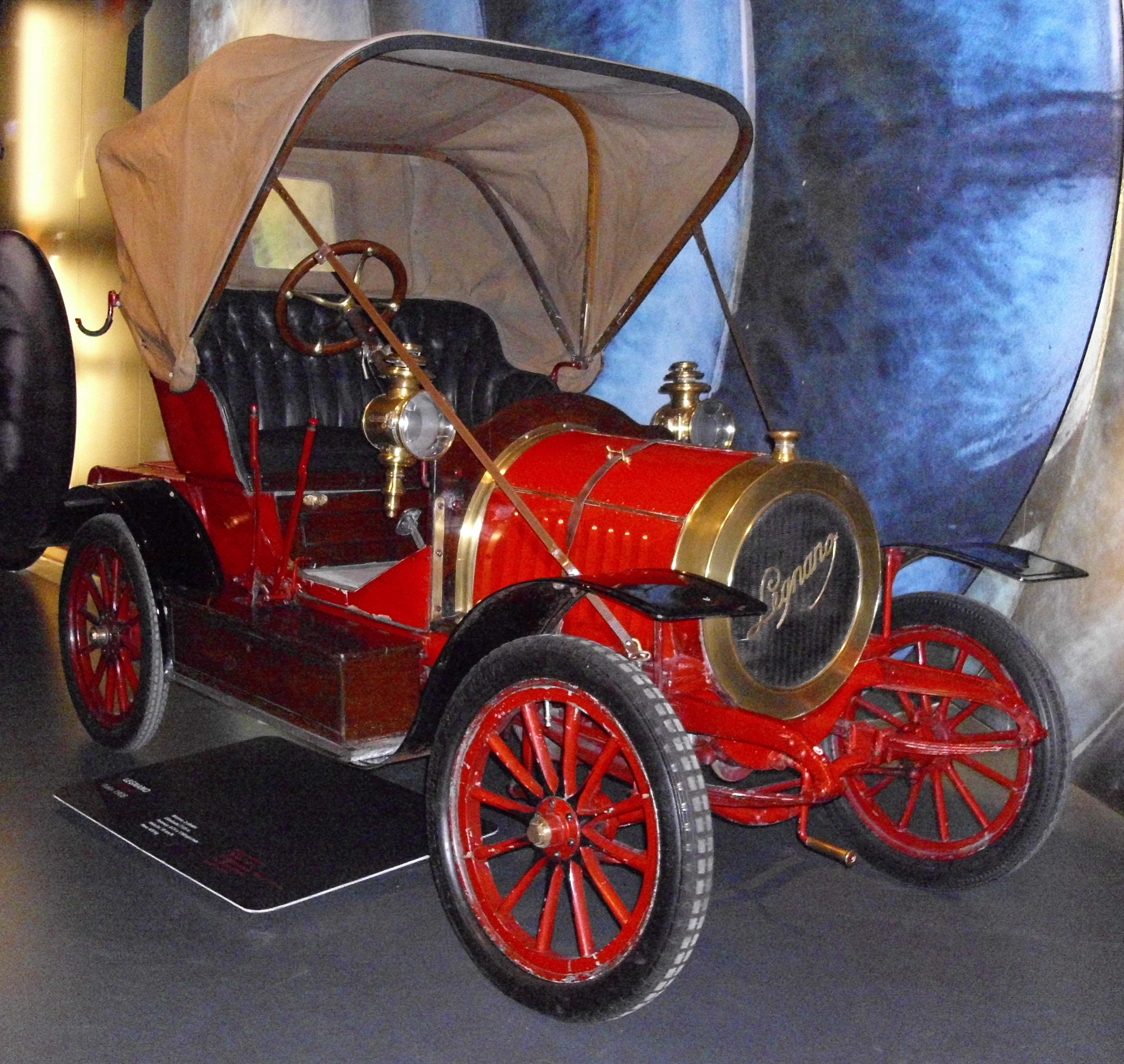
Una Legnano 6/8 HP del 1908

Nel 1905 Ghioldi cercò di ampliare il mercato dei propri motori individuando un possibile sbocco nella nascente industria automobilistica. Nel 1906, con un gruppo di finanziatori, fondò la FIAL. Pur distinta da un'autonoma ragione sociale, la FIAL era di fatto un reparto delle Officine Meccaniche Ghioldi situato nella nuova e ampliata sede dell'azienda, costruita in adiacenza alla ferrovia Domodossola-Milano. Il nuovo opificio rappresentò un esempio di modernità e un gioiello dell'architettura industriale, divenendo subito noto e riportato in molte illustrazioni dell'epoca. Il prospetto fronte ferrovia dell'edificio, di tardo stile liberty, era suddiviso in 13 campate i cui tamponamenti erano quasi completamente costituiti da enormi finestroni circolari a forma di ruota automobilistica.
Nello stesso anno la FIAL mise in vendita al prezzo di 3.800 Lire il modello Legnano 6/8 HP, ovvero una vetturetta a due posti semplice e robusta mossa da un economico motore bicilindrico raffreddato ad acqua. Il veicolo non ebbe il riscontro di mercato atteso e la FIAL fu posta in liquidazione alla fine del 1908.
Pochi mesi dopo l'attività fu rilevata dalla Ferrario e Rosa, che modificò la ragione sociale in "FIAL - Legnano". La nuova proprietà rimise in produzione e in vendita l'unico modello realizzato fino ad allora dalla FIAL. Nel 1910 venne tentata la costruzione, su licenza Blériot, di aerei con motore Ghioldi. L'impiego di aerei in campo militare, che furono sperimentati per la prima volta durante la Guerra di Libia, lasciava intravedere grandi possibilità commerciali che andarono però deluse. Nel 1913 l'azienda venne definitivamente chiusa, ma il marchio rimase nella disponibilità della Ghioldi che lo mantenne commercialmente ancora in vita con l'obiettivo di smaltire l'invenduto.

Lo stabilimento legnanese della FIAL

### Progetti successivi
Pur continuando la primaria produzione di motori industriali, Guglielmo Ghioldi non volle rinunciare all'idea di continuare ad operare nel mercato automobilistico e quindi, all'inizio del 1915, affiancò altri due veicoli alla "Legnano 6/8 HP" : una motocicletta sottocanna con motore monocilindrico a valvole contrapposte di 500 cc e una vetturetta, la "Legnano 9/12 HP", realizzata sulla meccanica della precedente, ma dotata di un motore quadricilindrico.
L'ingresso dell'Italia nella Grande guerra pose fine a queste produzioni collaterali e la Ghioldi si dedicò esclusivamente alla costruzione di gruppi elettrogeni e compressori per uso militare. A causa dello scoppio del conflitto, l'apparato industriale italiano fu infatti obbligato a dedicare i propri sforzi alla produzione bellica, e la ditta di Ghioldi non fece eccezione. Alla fine delle ostilità, Guglielmo Ghioldi riprese le sue aspirazioni automobilistiche e progettò una motovetturetta a tre ruote, ipotizzando una diffusione meno elitaria dei veicoli a motore. 
Tuttavia, gli anni del primo dopoguerra furono caratterizzati da una forte instabilità sociale che ebbe i suoi culmini in tre avvenimenti importanti per la storia d'Italia: il Biennio rosso, il Natale di Sangue e la Marcia su Roma. In tale clima di violenze e continui contrasti sociali, Guglielmo Ghioldi non se la sentì di investire i grandi capitali che erano necessari per la produzione in serie e alla fine del 1922 preferì vendere prima il progetto e poi anche l'opificio legnanese ad Attilio Vaghi, rampollo dell'omonima famiglia di industriali milanesi. Vaghi costruì poi il triciclo a motore ideato da Ghioldi con marchio SAM.